# Élections législatives de 2017 en Dordogne
Les élections législatives françaises de 2017 se dérouleront les 11 et 18 juin 2017. Dans le département de la Dordogne, quatre députés sont à élire dans le cadre de quatre circonscriptions.

## Élus
| Circonscription                                 | Député sortant    | Parti | Parti | Député élu ou réélu    | Parti | Parti |
| ----------------------------------------------- | ----------------- | ----- | ----- | ---------------------- | ----- | ----- |
| 1re                                             | Pascal Deguilhem* |       | PS    | Philippe Chassaing     |       | LREM  |
| 2e                                              | Brigitte Allain   |       | EELV  | Michel Delpon          |       | LREM  |
| 3e                                              | Colette Langlade  |       | PS    | Jean-Pierre Cubertafon |       | MoDem |
| 4e                                              | Germinal Peiro*   |       | PS    | Jacqueline Dubois      |       | LREM  |
| * député sortant ne se représentant pas en 2017 |                   |       |       |                        |       |       |

## Rappel des résultats départementaux des élections de 2012
| Parti          | Parti                                     | Premier tour | Premier tour | Second tour | Second tour | Sièges |
| Parti          | Parti                                     | Voix         | %            | Voix        | %           | Sièges |
| -------------- | ----------------------------------------- | ------------ | ------------ | ----------- | ----------- | ------ |
|                | Parti socialiste                          | 75 107       | 37,87        | 29 347      | 31,90       | 3      |
|                | Europe Écologie Les Verts                 | 11 695       | 5,90         | 25 284      | 27,48       | 1      |
|                | Divers gauche dont MRC                    | 7 920        | 3,99         |             |             | 0      |
|                | Majorité présidentielle                   | 94 722       | 47,76        | 54 631      | 59,38       | 4      |
|                |                                           |              |              |             |             |        |
|                | Union pour un mouvement populaire         | 47 022       | 23,71        | 37 371      | 40,62       | 0      |
|                | Divers droite dont DLR et PCD             | 7 501        | 3,78         |             |             | 0      |
|                | Parti radical                             | 1 508        | 0,76         | 0           |             |        |
|                | Nouveau centre                            | 773          | 0,39         | 0           |             |        |
|                | Alliance centriste                        | 311          | 0,16         | 0           |             |        |
|                | Droite parlementaire                      | 57 115       | 28,80        | 37 371      | 40,62       | 0      |
|                |                                           |              |              |             |             |        |
|                | Front national                            | 22 344       | 11,27        |             |             | 0      |
|                | Front de gauche                           | 19 876       | 10,02        | 0           |             |        |
|                | Extrême gauche dont LO et NPA             | 1 740        | 0,88         | 0           |             |        |
|                | Divers écologiste dont LT-LNÉ, MÉI et AÉI | 2 515        | 1,27         | 0           |             |        |
|                |                                           |              |              |             |             |        |
| Inscrits       | Inscrits                                  | 311 860      | 100,00       | 156 179     | 100,00      | 4      |
| Abstentions    | Abstentions                               | 109 539      | 35,12        | 59 805      | 38,29       |        |
| Votants        | Votants                                   | 202 321      | 64,88        | 96 374      | 61,71       |        |
| Blancs et nuls | Blancs et nuls                            | 4 009        | 1,98         | 4 372       | 4,54        |        |
| Exprimés       | Exprimés                                  | 198 312      | 98,02        | 92 002      | 95,46       |        |

## Résultats de l'élection présidentielle de 2017 par circonscription
| Circonscription | 1er tour | 1er tour | 1er tour | 1er tour  |         | 2d tour | 2d tour |
| Circonscription | Macron   | Le Pen   | Fillon   | Mélenchon | Macron  | Le Pen  |         |
| --------------- | -------- | -------- | -------- | --------- | ------- | ------- | ------- |
| Circonscription |          |          |          |           |         |         |         |
| 1re             | 22,87 %  | 20,15 %  | 15,83 %  | 25,01 %   | 65,5 %  | 34,5 %  |         |
| 2e              | 21,97 %  | 23,82 %  | 17,57 %  | 20,7 %    | 61,14 % | 38,86 % |         |
| 3e              | 21,49 %  | 21,56 %  | 17,85 %  | 22,42 %   | 62,75 % | 37,25 % |         |
| 4e              | 23,42 %  | 18,45 %  | 17,14 %  | 23,75 %   | 67,41 % | 32,59 % |         |

## Résultats

### Résultats à l'échelle du département
|                                              |                                      |                           |                           |                          |                          |
|                                              |                                      | Premier tour 11 juin 2017 | Premier tour 11 juin 2017 | Second tour 18 juin 2017 | Second tour 18 juin 2017 |
|                                              |                                      |                           |                           |                          |                          |
|                                              |                                      | Nombre                    | % des inscrits            | Nombre                   | % des inscrits           |
| Inscrits                                     | Inscrits                             | 313 688                   | 100,00                    | 313 581                  | 100,00                   |
| Abstentions                                  | Abstentions                          | 138 279                   | 44,08                     | 155 982                  | 49,74                    |
| Votants                                      | Votants                              | 175 409                   | 55,92                     | 157 599                  | 50,26                    |
|                                              |                                      |                           | % des votants             |                          | % des votants            |
| Bulletins blancs                             | Bulletins blancs                     | 3 433                     | 1,96                      | 11 482                   | 7,29                     |
| Bulletins nuls                               | Bulletins nuls                       | 1 979                     | 1,13                      | 7 713                    | 4,89                     |
| Suffrages exprimés                           | Suffrages exprimés                   | 169 997                   | 96,91                     | 138 404                  | 87,82                    |
|                                              |                                      |                           |                           |                          |                          |
| Étiquette politique                          | Étiquette politique                  | Voix                      | % des exprimés            | Voix                     | % des exprimés           |
|                                              |                                      |                           |                           |                          |                          |
|                                              | La République en marche              | 43 584                    | 25,64                     | 61 605                   | 44,51                    |
|                                              | La France insoumise                  | 23 559                    | 13,86                     | 32 769                   | 23,68                    |
|                                              | Les Républicains                     | 22 994                    | 13,53                     |                          |                          |
|                                              | Front national                       | 21 740                    | 12,79                     | 11 331                   | 8,19                     |
|                                              | Parti socialiste                     | 18 349                    | 10,79                     | 16 021                   | 11,58                    |
|                                              | Mouvement démocrate                  | 11 899                    | 7,00                      | 16 678                   | 12,05                    |
|                                              | Parti communiste français            | 7 759                     | 4,56                      |                          |                          |
|                                              | Europe Écologie Les Verts            | 6 599                     | 3,88                      |                          |                          |
|                                              | Divers droite                        | 3 778                     | 2,22                      |                          |                          |
|                                              | Divers gauche                        | 2 751                     | 1,62                      |                          |                          |
|                                              | Écologiste                           | 2 140                     | 1,26                      |                          |                          |
|                                              | Debout la France                     | 1 355                     | 0,80                      |                          |                          |
|                                              | Divers                               | 1 341                     | 0,79                      |                          |                          |
|                                              | Extrême gauche                       | 1 142                     | 0,67                      |                          |                          |
|                                              | Régionaliste                         | 978                       | 0,58                      |                          |                          |
|                                              | Extrême droite                       | 29                        | 0,02                      |                          |                          |
|                                              | Union des démocrates et indépendants | 0                         | 0,00                      |                          |                          |
| Source : Ministère de l'Intérieur - Dordogne |                                      |                           |                           |                          |                          |

### Résultats par circonscription

#### Première circonscription
Député sortant : Pascal Deguilhem (Parti socialiste).
|                                                                             |                                                                         |                           |                           |                          |                          |
|                                                                             |                                                                         | Premier tour 11 juin 2017 | Premier tour 11 juin 2017 | Second tour 18 juin 2017 | Second tour 18 juin 2017 |
|                                                                             |                                                                         |                           |                           |                          |                          |
|                                                                             |                                                                         | Nombre                    | % des inscrits            | Nombre                   | % des inscrits           |
| Inscrits                                                                    | Inscrits                                                                | 76 026                    | 100,00                    | 76 023                   | 100,00                   |
| Abstentions                                                                 | Abstentions                                                             | 34 808                    | 45,78                     | 39 070                   | 51,39                    |
| Votants                                                                     | Votants                                                                 | 41 218                    | 54,22                     | 36 953                   | 48,61                    |
|                                                                             |                                                                         |                           | % des votants             |                          | % des votants            |
| Bulletins blancs                                                            | Bulletins blancs                                                        | 899                       | 2,18                      | 2 364                    | 6,40                     |
| Bulletins nuls                                                              | Bulletins nuls                                                          | 462                       | 1,12                      | 1 658                    | 4,49                     |
| Suffrages exprimés                                                          | Suffrages exprimés                                                      | 39 857                    | 96,70                     | 32 931                   | 89,12                    |
|                                                                             |                                                                         |                           |                           |                          |                          |
| Candidat Étiquette politique (partis et alliances)                          | Candidat Étiquette politique (partis et alliances)                      | Voix                      | % des exprimés            | Voix                     | % des exprimés           |
|                                                                             |                                                                         |                           |                           |                          |                          |
|                                                                             | Philippe Chassaing La République en marche                              | 13 785                    | 34,59                     | 17 298                   | 52,53                    |
|                                                                             | Hélène Reys La France insoumise                                         | 7 129                     | 17,89                     | 15 633                   | 47,47                    |
|                                                                             | Marie-Catherine Halliday Front national                                 | 5 491                     | 13,78                     |                          |                          |
|                                                                             | Laurent Mossion Les Républicains (Union des démocrates et indépendants) | 5 448                     | 13,67                     |                          |                          |
|                                                                             | Michel Moyrand Parti socialiste                                         | 4 295                     | 10,78                     |                          |                          |
|                                                                             | Vianney Le Vacon Parti communiste français                              | 1 673                     | 4,20                      |                          |                          |
|                                                                             | Yann Lavalou Écologiste (Mouvement 100 %)                               | 1 065                     | 2,67                      |                          |                          |
|                                                                             | Corinne Roethlisberger Lutte ouvrière                                   | 370                       | 0,93                      |                          |                          |
|                                                                             | Gallo Thiam Divers droite (La France qui ose)                           | 328                       | 0,82                      |                          |                          |
|                                                                             | Daniel Santalo Divers (Union populaire républicaine)                    | 273                       | 0,68                      |                          |                          |
| Source : Ministère de l'Intérieur - Première circonscription de la Dordogne |                                                                         |                           |                           |                          |                          |

#### Deuxième circonscription
Député sortant : Brigitte Allain (Europe Écologie Les Verts).
|                                                                             |                                                                              |                           |                           |                          |                          |
|                                                                             |                                                                              | Premier tour 11 juin 2017 | Premier tour 11 juin 2017 | Second tour 18 juin 2017 | Second tour 18 juin 2017 |
|                                                                             |                                                                              |                           |                           |                          |                          |
|                                                                             |                                                                              | Nombre                    | % des inscrits            | Nombre                   | % des inscrits           |
| Inscrits                                                                    | Inscrits                                                                     | 82 447                    | 100,00                    | 82 423                   | 100,00                   |
| Abstentions                                                                 | Abstentions                                                                  | 38 486                    | 46,68                     | 43 482                   | 52,75                    |
| Votants                                                                     | Votants                                                                      | 43 961                    | 53,32                     | 38 941                   | 47,25                    |
|                                                                             |                                                                              |                           | % des votants             |                          | % des votants            |
| Bulletins blancs                                                            | Bulletins blancs                                                             | 800                       | 1,82                      | 3 438                    | 8,83                     |
| Bulletins nuls                                                              | Bulletins nuls                                                               | 416                       | 0,95                      | 1 855                    | 4,76                     |
| Suffrages exprimés                                                          | Suffrages exprimés                                                           | 42 745                    | 97,23                     | 33 648                   | 86,41                    |
|                                                                             |                                                                              |                           |                           |                          |                          |
| Candidat Étiquette politique (partis et alliances)                          | Candidat Étiquette politique (partis et alliances)                           | Voix                      | % des exprimés            | Voix                     | % des exprimés           |
|                                                                             |                                                                              |                           |                           |                          |                          |
|                                                                             | Michel Delpon La République en marche                                        | 14 844                    | 34,73                     | 22 317                   | 66,32                    |
|                                                                             | Robert Dubois Front national (Front national)                                | 6 816                     | 15,95                     | 11 331                   | 33,68                    |
|                                                                             | Gaëlle Blanc-Lajonie Les Républicains (Union des démocrates et indépendants) | 5 922                     | 13,85                     |                          |                          |
|                                                                             | Brigitte Allain (députée sortante) Europe Écologie Les Verts                 | 5 105                     | 11,94                     |                          |                          |
|                                                                             | Chrystel Boutillier La France insoumise                                      | 4 702                     | 11,00                     |                          |                          |
|                                                                             | Armand Zaccaron Parti communiste français                                    | 3 142                     | 7,35                      |                          |                          |
|                                                                             | Magali Jimenez Écologiste (Alliance écologiste indépendante)                 | 829                       | 1,94                      |                          |                          |
|                                                                             | Robert Richard Debout la France                                              | 715                       | 1,67                      |                          |                          |
|                                                                             | Éric Mercier Divers (Union populaire républicaine)                           | 363                       | 0,85                      |                          |                          |
|                                                                             | Sandrine Ruchot Lutte ouvrière                                               | 278                       | 0,65                      |                          |                          |
|                                                                             | Éric Villemagne Extrême droite (Front national diss.)                        | 29                        | 0,07                      |                          |                          |
| Source : Ministère de l'Intérieur - Deuxième circonscription de la Dordogne |                                                                              |                           |                           |                          |                          |

#### Troisième circonscription
Député sortant : Colette Langlade (Parti socialiste).
|                                                                              |                                                                        |                           |                           |                          |                          |
|                                                                              |                                                                        | Premier tour 11 juin 2017 | Premier tour 11 juin 2017 | Second tour 18 juin 2017 | Second tour 18 juin 2017 |
|                                                                              |                                                                        |                           |                           |                          |                          |
|                                                                              |                                                                        | Nombre                    | % des inscrits            | Nombre                   | % des inscrits           |
| Inscrits                                                                     | Inscrits                                                               | 67 440                    | 100,00                    | 67 408                   | 100,00                   |
| Abstentions                                                                  | Abstentions                                                            | 26 981                    | 40,01                     | 29 942                   | 44,42                    |
| Votants                                                                      | Votants                                                                | 40 459                    | 59,99                     | 37 466                   | 55,58                    |
|                                                                              |                                                                        |                           | % des votants             |                          | % des votants            |
| Bulletins blancs                                                             | Bulletins blancs                                                       | 975                       | 2,41                      | 2 684                    | 7,16                     |
| Bulletins nuls                                                               | Bulletins nuls                                                         | 456                       | 1,13                      | 2 083                    | 5,56                     |
| Suffrages exprimés                                                           | Suffrages exprimés                                                     | 39 028                    | 96,46                     | 32 699                   | 87,28                    |
|                                                                              |                                                                        |                           |                           |                          |                          |
| Candidat Étiquette politique (partis et alliances)                           | Candidat Étiquette politique (partis et alliances)                     | Voix                      | % des exprimés            | Voix                     | % des exprimés           |
|                                                                              |                                                                        |                           |                           |                          |                          |
|                                                                              | Jean-Pierre Cubertafon Mouvement démocrate (La République en marche)   | 11 899                    | 30,49                     | 16 678                   | 51,00                    |
|                                                                              | Colette Langlade (députée sortante) Parti socialiste                   | 8 950                     | 22,93                     | 16 021                   | 49,00                    |
|                                                                              | Isabelle Hyvoz Les Républicains (Union des démocrates et indépendants) | 5 881                     | 15,07                     |                          |                          |
|                                                                              | Philippe Guillerme La France insoumise                                 | 5 340                     | 13,68                     |                          |                          |
|                                                                              | Michel Bergougnoux Front national                                      | 4 298                     | 11,01                     |                          |                          |
|                                                                              | Jean-Paul Salon Parti communiste français                              | 1 339                     | 3,43                      |                          |                          |
|                                                                              | Patrick Volker Debout la France                                        | 644                       | 1,65                      |                          |                          |
|                                                                              | Anaïs Lagarde Divers (Union populaire républicaine)                    | 368                       | 0,94                      |                          |                          |
|                                                                              | Jacques Decoupy Lutte ouvrière                                         | 309                       | 0,79                      |                          |                          |
| Source : Ministère de l'Intérieur - Troisième circonscription de la Dordogne |                                                                        |                           |                           |                          |                          |

#### Quatrième circonscription
Député sortant : Germinal Peiro (Parti socialiste).
|                                                                              |                                                                       |                           |                           |                          |                          |
|                                                                              |                                                                       | Premier tour 11 juin 2017 | Premier tour 11 juin 2017 | Second tour 18 juin 2017 | Second tour 18 juin 2017 |
|                                                                              |                                                                       |                           |                           |                          |                          |
|                                                                              |                                                                       | Nombre                    | % des inscrits            | Nombre                   | % des inscrits           |
| Inscrits                                                                     | Inscrits                                                              | 87 767                    | 100,00                    | 87 727                   | 100,00                   |
| Abstentions                                                                  | Abstentions                                                           | 37 994                    | 43,29                     | 43 488                   | 49,57                    |
| Votants                                                                      | Votants                                                               | 49 773                    | 56,71                     | 44 239                   | 50,43                    |
|                                                                              |                                                                       |                           | % des votants             |                          | % des votants            |
| Bulletins blancs                                                             | Bulletins blancs                                                      | 968                       | 1,94                      | 2 996                    | 6,77                     |
| Bulletins nuls                                                               | Bulletins nuls                                                        | 437                       | 0,88                      | 2 117                    | 4,79                     |
| Suffrages exprimés                                                           | Suffrages exprimés                                                    | 48 368                    | 97,18                     | 39 126                   | 88,44                    |
|                                                                              |                                                                       |                           |                           |                          |                          |
| Candidat Étiquette politique (partis et alliances)                           | Candidat Étiquette politique (partis et alliances)                    | Voix                      | % des exprimés            | Voix                     | % des exprimés           |
|                                                                              |                                                                       |                           |                           |                          |                          |
|                                                                              | Jacqueline Dubois La République en marche                             | 14 955                    | 30,92                     | 21 990                   | 56,20                    |
|                                                                              | Émilie Chalard La France insoumise                                    | 6 388                     | 13,21                     | 17 136                   | 43,80                    |
|                                                                              | Jérôme Peyrat Les Républicains (Union des démocrates et indépendants) | 5 743                     | 11,87                     |                          |                          |
|                                                                              | Florence Joubert Front national                                       | 5 138                     | 10,62                     |                          |                          |
|                                                                              | Benjamin Delrieux Parti socialiste                                    | 5 104                     | 10,55                     |                          |                          |
|                                                                              | Jean-Jacques de Peretti Divers droite                                 | 3 342                     | 6,91                      |                          |                          |
|                                                                              | Nathalie Manet-Carbonnière Divers gauche (Parti socialiste diss.)     | 1 754                     | 3,63                      |                          |                          |
|                                                                              | Joëlle Montupet Parti communiste français                             | 1 605                     | 3,32                      |                          |                          |
|                                                                              | François Coq Europe Écologie Les Verts                                | 1 488                     | 3,08                      |                          |                          |
|                                                                              | Stéphane Roudier Régionaliste (Partit occitan)                        | 978                       | 2,02                      |                          |                          |
|                                                                              | Thomas Michel Divers gauche                                           | 937                       | 1,94                      |                          |                          |
|                                                                              | Cécile Faucher Divers (Union populaire républicaine)                  | 337                       | 0,70                      |                          |                          |
|                                                                              | Chrystelle Chambon Écologiste (Mouvement 100 %)                       | 246                       | 0,51                      |                          |                          |
|                                                                              | Nécati Yildirim Lutte ouvrière                                        | 185                       | 0,38                      |                          |                          |
|                                                                              | Marc Jutier Divers gauche (Fraternité citoyenne)                      | 108                       | 0,22                      |                          |                          |
|                                                                              | Jean-Michel Toulouse Divers gauche (Parti de la démondialisation)     | 60                        | 0,12                      |                          |                          |
|                                                                              | Edwige Gorisse Union des démocrates et indépendants                   | 0                         | 0,00                      |                          |                          |
| Source : Ministère de l'Intérieur - Quatrième circonscription de la Dordogne |                                                                       |                           |                           |                          |                          |